# Moritz Lindeman
Moritz Karl Adolf von Lindeman (* 27. März 1823 in Dresden; † 7. August 1908 in Dresden) war ein deutscher Stenograph und Journalist.

## Biografie
Lindeman war der Sohn des sächsischen Oberst Friedrich Carl Adolf von Lindemann. Er wurde selbst auch Soldat und Offizier. Von 1848 bis 1878 war er in Bremen Stenograph der Bremischen Bürgerschaft. Zudem arbeitete er um die 60 Jahre als Journalist für das politisch-merkantile Handelsblatt Weser-Zeitung. Er berichtet vor allem über geographische Bereiche. Anfang der 1870er Jahre promovierte er zum Dr. phil.
Er war 1869 Mitgründer des Bremer Vereins für die deutsche Nordpolfahrt. Lindeman, H.H. Meier und der Kartograph August Petermann sowie der Bremer Schiffsreeder Albert Rosenthal waren die Hauptinitiatoren der Zweiten Deutschen Nordpolar-Expedition von 1869 an die Ostküste Grönlands, die der Polarforscher Carl Koldewey als Kapitän des Expeditionsschiffes Germania führte. 1876 entstand aus dem Verein die Geographische Gesellschaft in Bremen, deren Schriftführer Lindeman bis 1895 war. Im Jahre 1895 übergab er die Aufgabe an Alwin Oppel und Wilhelm Wolkenhauer.
1877 gründete er die Geographischen Blätter und redigierte diese bis 1895. Er zog 1894 wieder nach Dresden, wo er 1908 verstarb. Er wurde auf dem Trinitatisfriedhof beigesetzt.
Lindemans Veröffentlichungen zu den Nordpolfahrten (1869/70), zur Geschichte der arktischen Fischerei, zu den Handelsbeziehungen der USA zu Norddeutschland (1878) und zum Norddeutschen Lloyd hatten große Bedeutung. Der Lake Lindeman in British Columbia ist ebenso nach ihm benannt wie der Lindemanfjord und das Lindemansdalen in Grönland.

## Werke
- Finnland und seine Bewohner. eine historisch-geographische Skizze. Carl B. Lorck, Leipzig 1855 Archive
- mit Otto Finsch: Die Zweite deutsche Nordpolarfahrt in den Jahren 1869 und 1870, unter Führung des Kapitän Koldewey, Brockhaus, Leipzig 1875  Archive
- Die arktische Fischerei der deutschen Seestädte 1620–1868. In vergleichender Darstellung Perthes, Gotha 1869 Archive
- Die Seefischereien, ihre Gebiete, Betrieb und Erträge in den Jahren 1869–1878. Perthes, Gotha 1880
- Gesetzgebung und Einrichtungen im Interesse des Auswandererwesens In Bremen. In: Schriftenreihe des Vereins für Socialpolitik. Bd. 52, Leipzig 1892
- Der Norddeutsche Lloyd. 1892